# Krímni
Krímni (Krimni) är en ort i Grekland.   Den ligger i prefekturen Chalkidike och regionen Mellersta Makedonien, i den nordöstra delen av landet, 290 km norr om huvudstaden Aten. Krímni ligger 181 meter över havet och antalet invånare är 257.
Terrängen runt Krímni är kuperad åt sydost, men åt nordväst är den platt.Runt Krímni är det ganska glesbefolkat, med 21 invånare per kvadratkilometer. Närmaste större samhälle är Polýgyros, 18,9 km söder om Krímni. 